# Grążel żółty
Grążel żółty, bączywie (Nuphar lutea) – gatunek byliny wodnej z rodziny grzybieniowatych. Występuje w niemal całej Europie oraz w środkowej i zachodniej Azji. W Polsce na niżu jest rośliną pospolitą.  

## Rozmieszczenie geograficzne
Występuje w niemal całej Europie, z wyjątkiem dużej części Hiszpanii i Norwegii. W Polsce obecny prawie na całym niżu.

## Morfologia

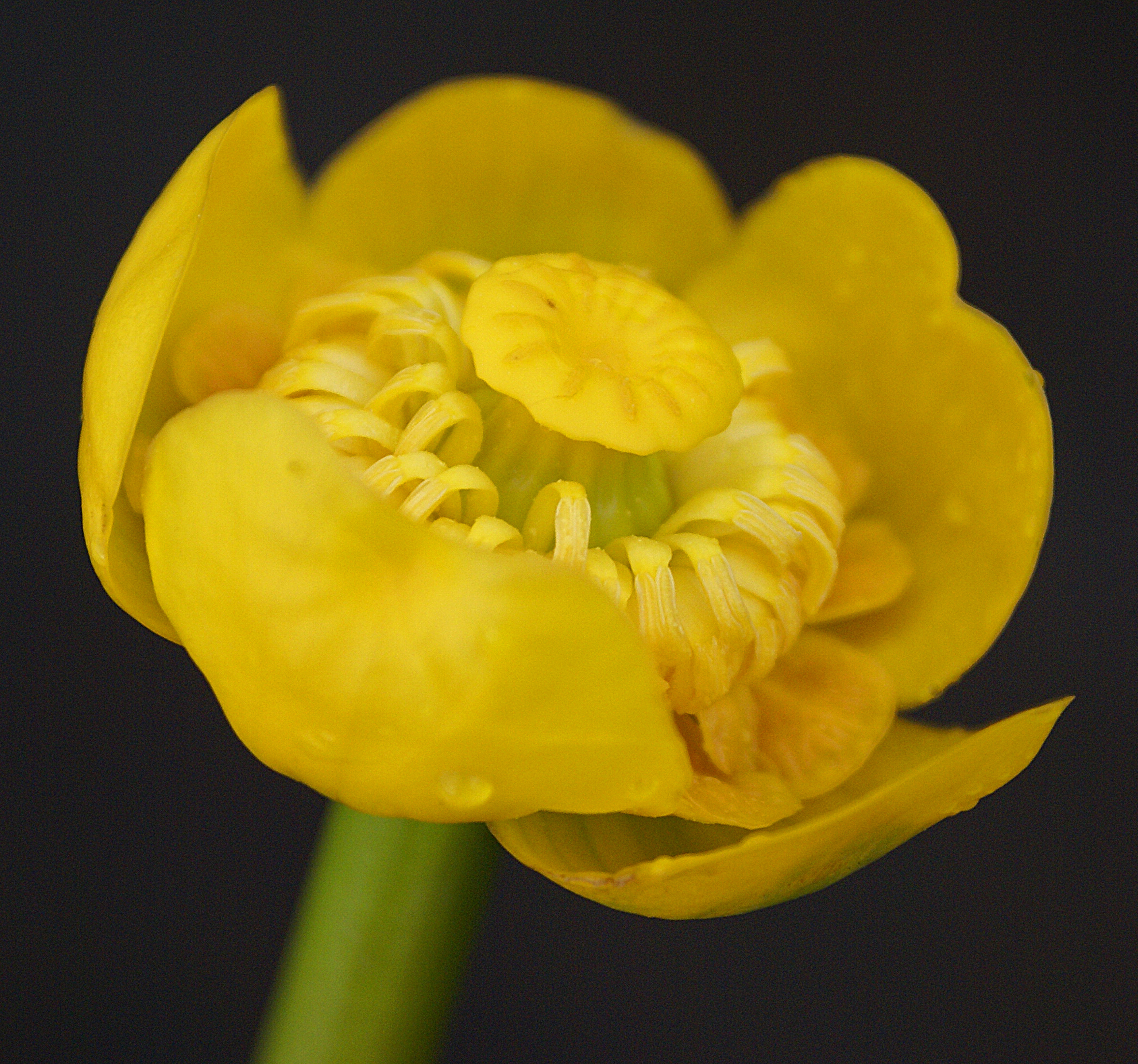
Kwiat

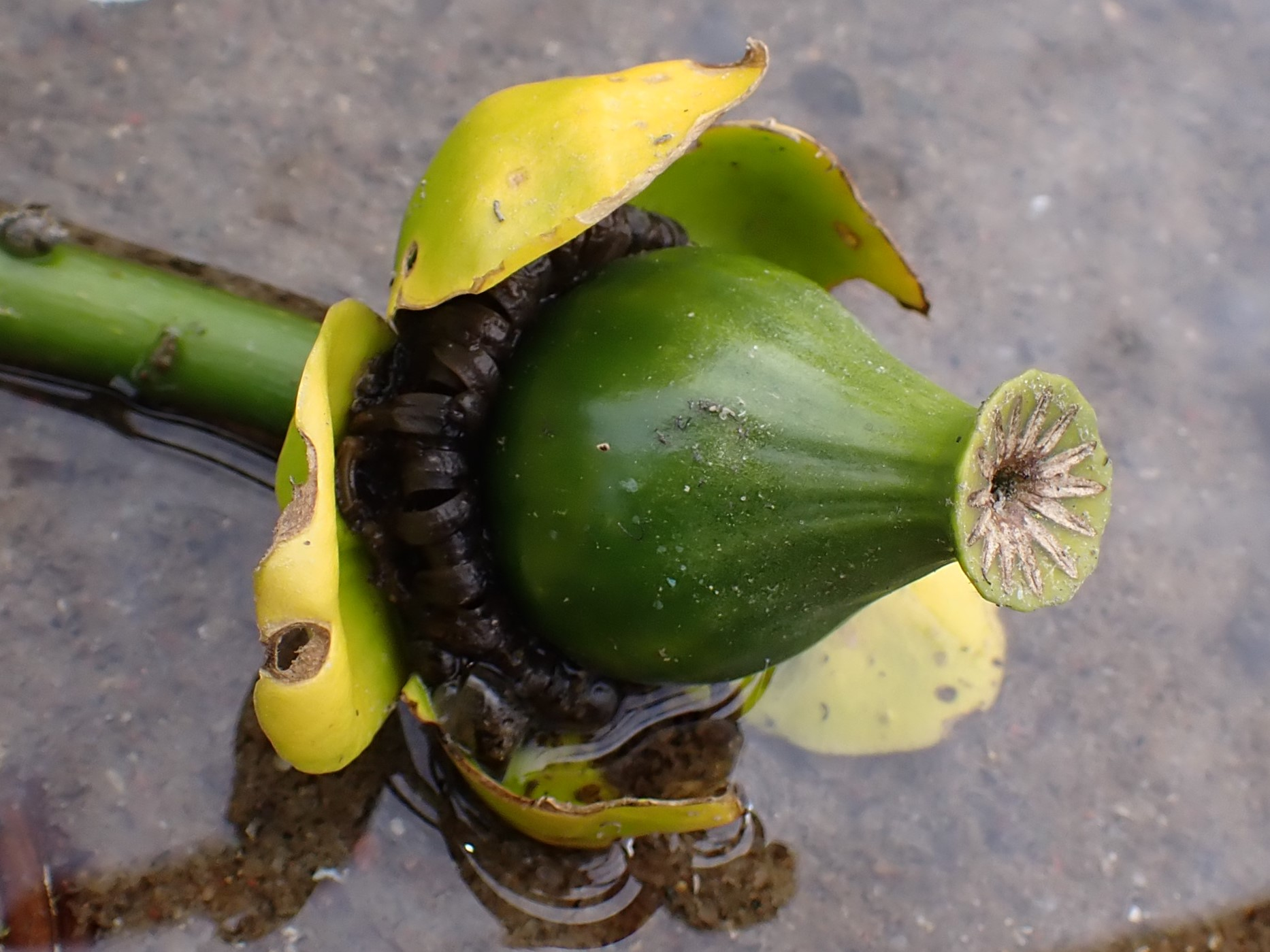
Owoc

PokrójGrążel ma długie i silnie rozgałęzione kłącze poziomo rosnące w mule dennym. Liście i kwiaty wyrastają z jego wierzchołka.
KłączeBardzo długie, czołgające się, o średnicy do 8 cm, na przekroju poprzecznym eliptyczne. Na górnej powierzchni pokryte jest bliznami po starych, opadłych liściach. Z dolnej wyrastają nitkowate korzenie. W kłączach magazynowane są substancje zapasowe.
LiściePływające o długim ogonku, skórzaste, owalne o długości ok. 30 cm, z głęboko wyciętą nasadą. Mają kolor od zielonego do brunatnawego. Ich drugorzędne nerwy nie łączą się z sobą, są bardziej gęste niż u grzybieni białych i przy brzegu blaszki są 1–3 krotnie widlasto rozgałęzione. Część liści jest zanurzona i ma pokrój sałatowaty (heterofilia).
KwiatyŻółte, duże (średnica 4–6 cm), silnie pachnące (zapach podobny do zapachu jabłek), z licznymi płatkami korony i 5 działkami kielicha. Słupek składa się z 5–24 zrośniętych owocolistków, a jego znamię jest tarczowate i lejkowato wgłębione. Przedsłupne lub równoczesne kwiaty wyrastają pojedynczo nad wodą na długich szypułkach (o długości dochodzącej nawet do 2 m). Szypułki te w górnej części są trójkanciaste.
OwocTorebka o szerokobutelkowatym kształcie, nieregularnie pękająca.

## Ekologia

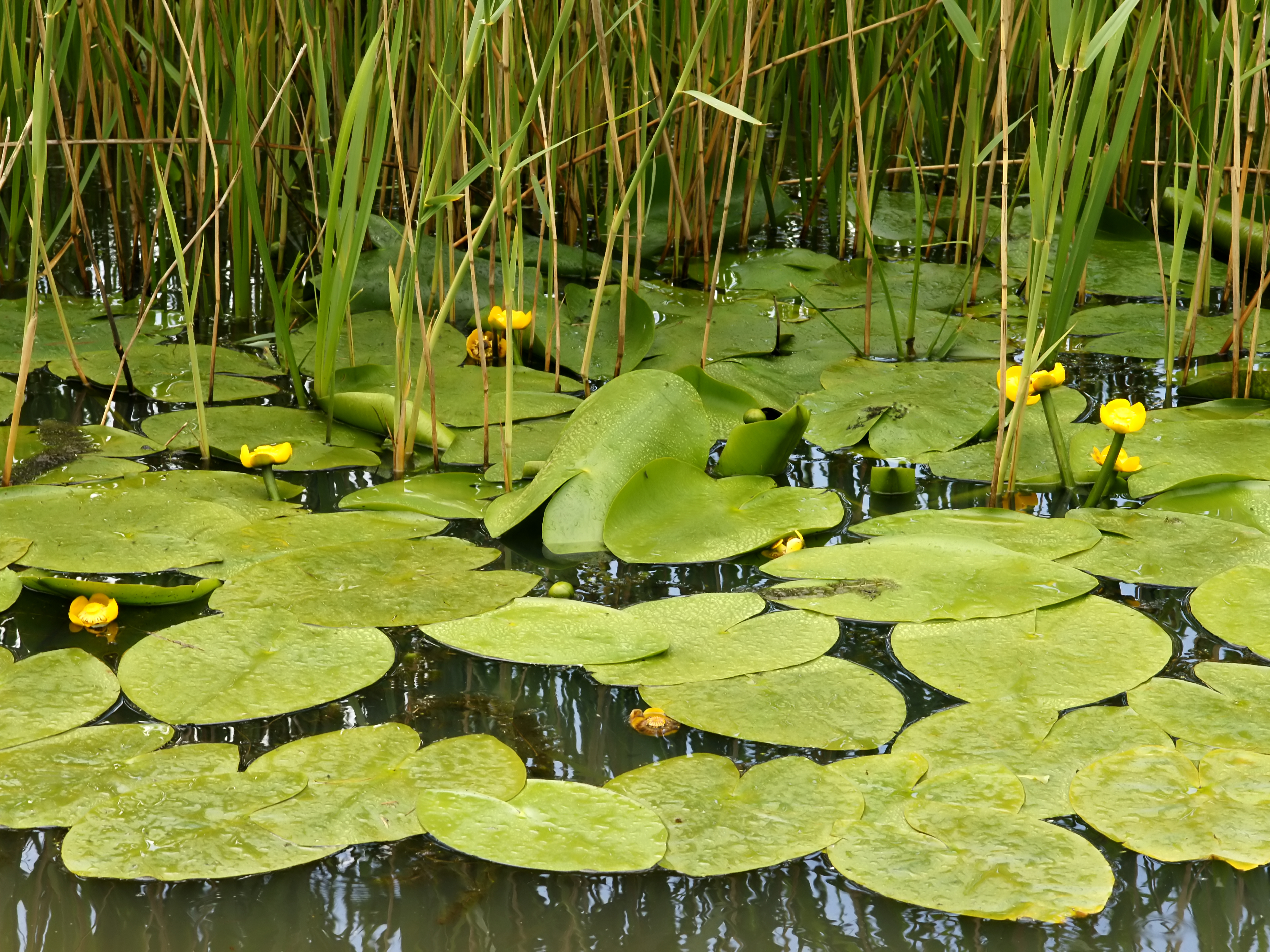
Siedlisko grążela żółtego

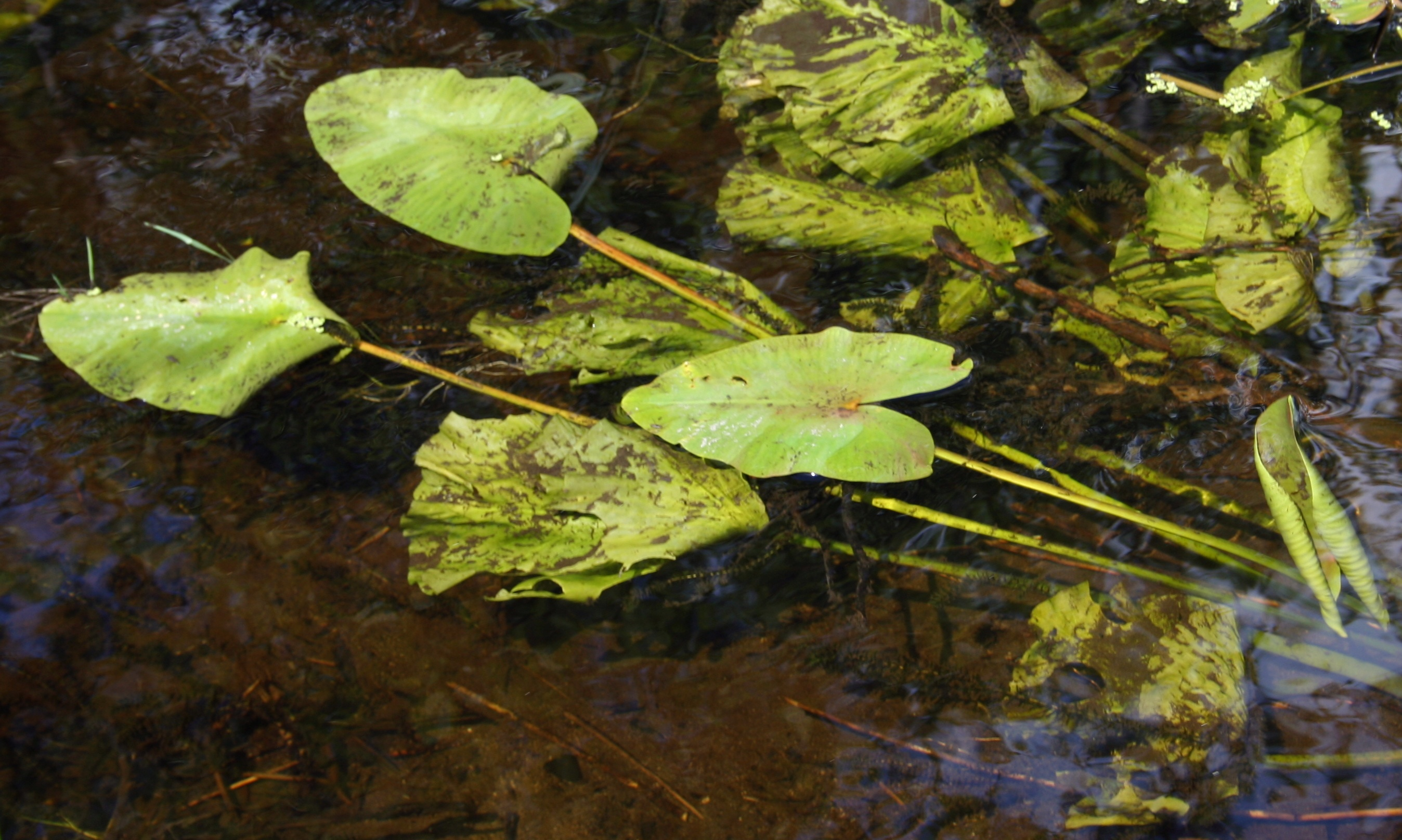
Heterofilia. Podwodne liście mają sałatowaty kształt

Biotop: wodne zbiorniki stojące lub wolno płynące – stawy, przybrzeżne strefy jezior, starorzecza, zakola rzek i rzeki o wolnym nurcie. Często spotkać go można razem z grzybieniami białymi, jednak w odróżnieniu od nich wchodzi na większe głębokości. Występuje w wodach bogatych w składniki organiczne (eutroficznych), mających muliste lub piaszczysto-muliste dno. Preferuje miejsca osłonięte od wiatru. Jest hydrofitem wytwarzającym różne formy morfologiczne pędów w zależności od warunków środowiska. W zbiornikach o silnym falowaniu wody lub szybkim nurcie, jak również przy długotrwałym i wysokim zalewie, powstaje forma podwodna. Ma ona cienkie i faliste blaszki liściowe bez aparatów szparkowych. Jeżeli zbiornik wysycha lub ulega spłyceniu, powstaje forma lądowa o drobnych liściach i kwiatach. Jest geofitem ryzomowym – zimuje tylko kłącze. Po wykiełkowaniu z nasiona rośnie i rozgałęzia się kłącze, a roślina zakwita po raz pierwszy dopiero po 3-4 latach. Grążel żółty czasami tworzy rozległe zbiorowiska, zwykle kilku- lub wielogatunkowe. Jest gatunkiem charakterystycznym dla Cl. Nymphaeion, Ass. Nupharo-Nymphaeetum albae.

## Biologia
- Kwitnie od maja do września, zapylany jest przez muchówki, czasami jest samopylny[6]. Podczas dojrzewania owoce oddzielają się od szypułki, przez jakiś czas są unoszone przez wodę i dopiero pękają. Nasiona jajowatego kształtu, brunatne, otoczone galaretowatym śluzem, w którym znajdują się pęcherzyki powietrza umożliwiające ich unoszenie się na wodzie. Roślina rozsiewana przez wodę (hydrochoria). Rozmnaża się także wegetatywnie przez kłącze.
- Roślina trująca: zawiera nufarynę, nufarydynę, nufarolidynę i pochodne tioalkaloidów[7]. Alkaloidy znajdujące się w roślinie działają porażająco na korę mózgową.

## Zmienność
Tworzy mieszańca z grążelem drobnym o nazwie naukowej Nuphar x spenneriana Gaudin.

## Ochrona
Grążel żółty objęty był w Polsce ścisłą ochroną gatunkową od 1983 roku na podstawie rozporządzeń wydawanych kolejno w latach: 1983, 1995 i 2001. W 2004 i 2012 obejmowany był ochroną częściową. Od 2014 roku nie podlega prawnej ochronie gatunkowej.

## Zastosowanie
- Roślina lecznicza stosowana w homeopatii.
- Roślina uprawna: Wykorzystywana również jako ozdobna bylina wód parkowych, przydomowych oczek wodnych, dużych akwariów. Do celów tych wykorzystuje się zwykle odmiany pełnokwiatowe. Używany jest również do zazieleniania stawów hodowlanych pstrągów.
  - Sposób uprawy: najłatwiej rozmnażać z kawałków kłącza – jednak wówczas przeważnie nie wytwarza pływających liści. Najlepiej wkładać do wody gotowe sadzonki, zakupione lub otrzymane z nasion.
- Odgrywa pewną rolę w procesie zarastania zbiorników wodnych, wytwarza bowiem znaczną ilość biomasy, która rozkładając się na dnie podnosi jego poziom.
- Dawnej kłącza ze względu na ich walory odżywcze służyły do dokarmiania świń.